# Il pastore di anime
Il pastore di anime (The Soul Herder) è un cortometraggio muto del 1917 diretto da John Ford. È conosciuto anche sotto il nome The Sky Pilot.
Primo mediometraggio del regista, considerato perso per tanti anni, è stato riscoperto di recente.

## Distribuzione
Il film fu distribuito negli Stati Uniti il 4 agosto 1917 dalla Universal Film Manufacturing Company. La stessa compagnia distribuì anche la riedizione della pellicola che uscì nelle sale il 16 settembre 1922.